# جائحة فيروس كورونا في مدينة فيلادلفيا 2020
ظهرت أول حالة من الجائحة العالمية لمرض فيروس كورونا 2019 (كوفيد-19) والذي يحدث بسبب فيروس كورونا 2 المرتبط بالمتلازمة التنفسية الحادة الشديدة (SARS-CoV-2) في فيلادلفيا في مارس 2020 وبحلول أبريل، كانت فيلادلفيا الجزء الأكثر تضررًا من الولاية خلال جائحة فيروس كورونا في ولاية بنسلفانيا 2020.

## خلفية
في 12 يناير 2020، أكدت منظمة الصحة العالمية عن ظهور فيروس كورونا المستجد كسبب للمرض التنفسي الذي أصاب مجموعة من الأشخاص في مدينة ووهان، مقاطعة خوبي، الصين، إذ أُبلغ عنهم إلى منظمة الصحة العالمية في 31 ديسمبر 2019. كانت نسبة الوفيات بين الحالات المُشخصة بكوفيد-19 أقل بكثير من جائحة فيروس سارس في عام 2003، لكن انتقال العدوى كان أكبر، والوفيات أيضًا.

## الجدول الزمني
تم الإعلان عن أول حالة لـ COVID-19 في فيلادلفيا في 10 مارس. تم التأكد من إصابة الشخص البالغ بأنه تعرض لحالات مؤكدة مسبقًا من COVID-19. لم تلغي الاستجابة الأولية جميع الأحداث واسعة النطاق بدلاً من ذلك أوصت بأن «يفكر السكان في عدم حضور التجمعات العامة الكبيرة التي تضم أكثر من 5000 شخص». قال المدير الإداري بريان أبرناثي «من الواضح أن هذا موقف صعب، ونحن ندرك بالتأكيد أن العديد من الشركات والأفراد يعتمدون على هذه الأنواع من الأحداث لكسب عيشهم، لكننا نفعل ذلك بدافع من الحرص. وهذا يؤثر أيضًا على فرقنا الرياضية، على حد سواء مهنية، جماعية وحتى ثانوية. إن الأمر ببساطة أكثر أهمية في هذه المرحلة من الوقت لإبقاء السكان والزوار خارج الحشود الكبيرة بهذا الحجم».
في 17 مارس، كانت هناك 96 حالة في الولاية. أكثر من نصفهم كانوا في منطقة فيلادلفيا مع مقاطعة مونتغومري كأعلى رقم. أصدرت فيلادلفيا أمرًا بالبقاء في المنزل في 22 مارس. قادت وزيرة الصحة في كومنولث بنسلفانيا وأستاذ طب الأطفال والطب النفسي في ولاية بنسلفانيا، راشيل ليفين، الاستجابة المبكرة للوباء. في 28 مارس، أصدر الحاكم توم ولف أمرًا بالبقاء في مقاطعات بيفر وبتلر وويستمورلاند ووسط وواشنطن، وفقًا لبيان صادر عن هاريسبيرغ. أعلن الحاكم وولف 533 حالة جديدة، ليصل إجمالي الولاية على مستوى الولاية إلى 2751. أعلى ارتفاع في الحالات كان في مقاطعة فيلادلفيا.
في 3 أبريل، طلب الحاكم وولف من بنسيلفانيا ارتداء أغطية الوجه القماشية في الأماكن العامة. خفضت فيلادلفيا من إعادة التدوير إلى كل أسبوعين بسبب نقص الموظفين. بحلول 10 أبريل، أبلغت فيلادلفيا عن 5,793 حالة إصابة بفيروس كورونا و 137 حالة وفاة. أجبر أحد الركاب على مغادرة وسائل النقل العام في فيلادلفيا لعدم ارتدائه قناعًا. قال ليفين إن "ما يقرب من 45 بالمائة من أسرة المستشفيات، و 38 بالمائة من أسرة وحدة العناية المركزة وما يقرب من 70 بالمئة من أجهزة التهوية ظلت متاحة للاستخدام حتى 10 أبريل / نيسان. تساعد الولاية السكان الذين تزيد أعمارهم عن 50 عاملاً والعاملين في مجال الرعاية الصحية الذين تظهر عليهم أعراض تتوافق مع فيروس كورونا.
ألغت فعاليات مثل الإيدز واك فيلي وحدث جمع الأموال، وخسرت ما يصل إلى 100,000 دولار من الإيرادات. شكل قادة فيلادلفيا صندوق فيل كوفيد-19 لمساعدة المنظمات غير الربحية. وقد ولدت أكثر من 12 مليون دولار.